# 大眼科氏石首魚
大眼科氏石首魚為輻鰭魚綱鱸形目鱸亞目石首魚科的其中一種，分布於中東太平洋區，從墨西哥加利福尼亞灣至厄瓜多、加拉巴哥群島海域，體長可達25公分。